# Beda Umberto Paluzzi
Beda Umberto Paluzzi OSB (* 31. Januar 1936 in Ferentino, Provinz Frosinone; † 20. Juli 2023 in Subiaco, Latium) war ein italienischer römisch-katholischer Ordensgeistlicher und Abt von Montevergine.

## Leben
Beda Umberto Paluzzi trat der Ordensgemeinschaft der Benediktiner im Kloster San Benedetto in Subiaco bei und legte die feierliche Profess am 31. Oktober 1954 ab. Anschließend studierte er Philosophie und Katholische Theologie am Priesterseminar der Territorialabtei Subiaco. Am 11. Juli 1961 empfing Paluzzi das Sakrament der Priesterweihe. Nach weiterführenden Studien erwarb er an der Vatikanischen Schule für Paläografie, Diplomatik und Archivkunde ein Diplom in Archivkunde, Paläografie und Diplomatik.
Von 1972 bis 1980 war Paluzzi als Cellerar des Klosters San Benedetto in Subiaco tätig. Von 1980 bis 2000 leitete er die Biblioteca statale del Monumento nazionale di Santa Scolastica. Zudem fungierte er von 1991 bis 1996 als Prior des Klosters Santa Scolastica in Subiaco und von 1992 bis 1995 auch als Präfekt für die Priester des Konvents. Von 1996 bis 2006 war Paluzzi Prior des Klosters San Benedetto. Daneben wirkte er ab dem 25. Januar 2005 als Delegat des Visitators der Territorialabtei Montevergine.
Papst Benedikt XVI. ernannte ihn am 15. November 2006 zum Apostolischen Administrator der Territorialabtei Montevergine. Zudem war Paluzzi Prior-Administrator des Klosters. Am 18. April 2009 bestätigte Benedikt XVI. seine Wahl zum Abt von Montevergine.
Am 18. April 2014 nahm Papst Franziskus das von Paluzzi aus Altersgründen vorgebrachte Rücktrittsgesuch an. Danach fungierte er als Prior-Administrator der Abteien San Martino delle Scale in San Martino delle Scale (2014–2016) und Santa Maria di Finalpia in Finale Ligure (2016–2019). Später kehrte er in das Kloster San Benedetto in Subiaco zurück, wo er im Juli 2023 starb.